# Sociaux-démocrates, USA
Sociaux-démocrates, USA (en anglais : Social Democrats, USA) est un parti politique américain. Il est créé le 30 décembre 1972 à la suite d'une scission du Parti socialiste d'Amérique, dont il constituait l'aile droite. Le nouveau parti est alors dirigé par Bayard Rustin, un militant emblématique du mouvement des droits civiques et ancien proche de Martin Luther King. Très profondément anticommuniste, l'organisation se contente d’être un groupe de pression qui essaie, sans succès, d’influencer les directions syndicales. Il est membre de l'Internationale socialiste de 1973 à 2005.